# Марта Аргерич
Марта Аргерѝч или Архерѝч (на испански: Martha Argerich, исп. произн. [ˈmaɾta aɾxeˈɾitʃ], Архерѝч) е аржентинска пианистка.
Започва да свири на пиано още от дете (често е наричана „дете-чудо на пианото“), а с оригиналните си интерпретации на творби на романтични и модерни композитори се нарежда в челото на международната музикална сцена. Пищните и зрели изпълнения на Аргерич на творби на Шопен, Шуман, Лист, Прокофиев, Равел, Рахманинов, Бетовен, Барток са запечатани в историята на втората половина на ХХ век и началото на XXI век. Марта Аргерич страни от публичността, отказва солови изяви, а в един от редките си разговори с пресата казва „не обичам да получавам похвали или награди за пътя, който съм изминала, защото той е в миналото.“

## Биография
Марта Аргерич е родена в Буенос Айрес, Аржентина. Предците ѝ по бащина линия са испански каталонци, заселили се в Буенос Айрес през XVIII век. Баба ѝ и дядо ѝ по майчина линия са еврейски имигранти от Руската империя. Фамилното име Argerich произлиза от Каталония, Испания.
Родителите на Марта забелязват музикалните ѝ дарби, още когато тя е на две години и половина. На тази възраст тя е вече способна да изпълни на пиано партитурите, които брат ѝ изучава, или да пресъздаде на пиано мелодии, които е чула в изпълнение. На петгодишна възраст майка ѝ я изпраща на уроци при Винченцо Скарамуца, който ѝ дава първите уроци по пиано в живота, и спомага за развитието на естественото ѝ музикално чувство. През 1949 г., на 8 години, прави концертно изпълнение на Концерт за пиано № 1 в до мажор, op. 15 на Бетовен, Концерт за пиано № 20 в ре минор, к. 466 на Моцарт и Френска сюита № 5 в сол мажор, BWV 816 на Бах.
През 1955 г. семейство Аргерич емигрира в Европа, по-точно във Виена, където Марта Аргерич започва уроци при Фридрих Гулда по негова лична покана. Получава уроци на различни места в Европа, най-вече в Лондон, Виена, както и в Швейцария, където среща най-големите имена на времето си: Бруно Сайдхофер, Фридрих Гулда, Никита Магалов, Мадлен Липати, а обучението си завършва при Артуро Бенедети Микеланджели и Стефан Ашкенази.
През 1957 г., на 16 години, тя печели два престижни конкурса в интервал от две седмици: Конкурса за музикални изпълнители в Женева и Международния конкурс за пианисти „Бузони“ в Болцано. Именно на конкурса „Бузони“ тя среща Микеланджели, от когото ще поиска уроци четири години по-късно.
През 1965 г. Марта Аргерич оставя следа в историята на музиката с участието си на Международния конкурс „Шопен“, във Варшава, на който тя печели три награди: Първа награда, Награда на публиката и награда за най-добро изпълнение на мазурките на Шопен. Критика и зрители не пестят похвалите си. В броя си от 6 март 1965, полският вестник Życie Warszawy пише: „Марта Аргерич излезе първа на сцената. Вече беше привлякла вниманието на публиката с качеството на изпълненията си по време на елиминациите. Изпълнението ѝ бе очаквано с вълнение. Брилянтните етюди и мазурки, изпълнени с плам, потвърдиха впечатленията за изключителната ѝ техника, а публиката посрещна изпълнението ѝ със спонтанни овации“.
Следващата година започва да свири в Линкълн център в Ню Йорк.
Бунтовна по дух, тя яростно отстоява свободата си. Своенравието ѝ понякога създава трудности на организаторите на концерти: понякога тя отказва участия в последния момент, променя на място програмата на концертите, а понякога отказва въобще да бъде продуцирана, въпреки предварително попълнената от други програма. Така, през 1961, тя решава да се оттегли от сцената, когато ражда първото си дете, и се завръща през 1965. Отново се оттегля за периода 1973 – 1976. Тя никога не е съдена за неизпълнение на ангажимент, понеже, ревниво пазеща свободата си, тя никога не е подписвала договор. Характерът ѝ се проявява и в дискографията ѝ: тя не прави нито една серия от произведения само на един композитор. Изпълнява това, което обича, оставяйки на воля фантазията си.
Марта Аргерич има три брака. От първия си, кратък, брак с Робърт Чен (Чен Лиан Шенг) има дъщеря, Лида Чен. От 1969 до 1973 е съпруга на диригента Шарл Дютоа, с когото тя си сътрудничи и след раздялата им. От него има дъщеря, Ани Дютоа. От третия ѝ брак, с американския пианист Стивън Ковачевич, е дъщеря ѝ Стефани Аргерич.
Марта Аргерич работи активно и за откриването на млади таланти. През 1987 младата виртуозка Елен Гримо пише за нея, в автобиографичното си есе Variations sauvages (2003): „Марта е самата суверенност на жизнения порив... това, което тя ми предаде, е жизнената сила на интуицията.“ През 1999 основава международния конкурс по пиано за млади таланти Фестивал Марта Аргерич в Буенос Айрес, а през юни 2002 – Martha Argerich Project в Лугано.
Участва в журитата на множество конкурси, като има репутацията да е своенравен съдия. Оттегля се от журито на конкурса „Шопен“ през 1980, след като хърватският пианист Иво Погорелич е елиминиран на втория тур.
Марга Аргерич живее в Брюксел с дъщеря си Стефани, където често приема млади пианисти. Има репутацията да си ляга в малките часове на сутринта, след като цяла нощ е свирила, слушала музика или участвала в дълги дискусии на блога си. Притежава малък апартамент в XVI арондисман в Париж, в същия блок като Нелсон Фрейър.

## Проблеми със здравето
През 1990 е диагностицирана с меланом, от който е излекувана веднъж. Ракът ѝ се връща през 1995 с метастази в белите дробове и лимфните възли. Лекува се в John Wayne Cancer Institute, където ѝ е приложена лобектомия, комбинирана с експериментална ваксина, което я излекува повторно. За благодарност Аргерич прави благотворителен рецитал в Карнеги Хол в полза на института. След претърпяното лечение спира окончателно тютюнопушенето.

## Сценични изяви
Репертоарът ѝ е обширен: от Бах до съвременния руски композитор Александър Рабинович, минавайки през Бетовен, Шопен, Лист, Дебюси, Франк, Равел, Прокофиев, Рахманинов, Барток, Стравински, Чайковски и други. Участвала е в множество музикални фестивали в Европа, САЩ и Япония. Често свири с бразилския пианист Нелсон Фрейер, неин приятел и музикален партньор от 1957, пианиста Александър Рабинович, виолончелиста Миша Майски и цигуларя Гидон Кремер.
Първата ѝ плоча, записана през 1960 от Deutsche Grammophon, включва произведения на Шопен, Брамс, Равел, Прокофиев и Лист, и ѝ спечелва похвалите на Владимир Хоровиц. Няколко години по-късно записва третата соната на Шопен и Полонез op. 53 на същия композитор. Следват множество плочи, между които третият концерт за пиано и оркестър на Прокофиев, записан от Аргерич и Берлинската филхармония под диригентството на Клаудио Абадо през 1968 г.
За много музиканти Аргерич е последната легендарна пианистка, най-добрата от своето поколение, съчетаваща силно изразена чувствителност и виртуозна техника. Пианистката ѝ техника е смятана за една от най-впечатляващите от относително тесния кръг на големите съвременни пианисти. Някои без колебание я сравняват с Владимир Хоровиц и Маурицио Полини. За това сравнение помагат и записите на токатата на Прокофиев, които тя изпълнява на 19-годишна възраст. Макар и някои да критикуват понякога завишеното темпо, свиренето ѝ се характеризира с особена оригиналност.
Страдаща от късогледство и срамежлива на сцената, Марта Аргерич множество пъти е заявявала, че се чувства самотна при солови изпълнения. От 1980 насам Аргерич рядко е правила солови изпълнения, с изключение на благотворителния рецитал в Карнеги Хол през 2000 г. и на фестивала в Бепу, Япония, на който тя е художествен директор от 1996. Марта Аргерич предпочита концертите, камерните изпълнения и произведенията за четири ръце, които тя изпълнява в компанията на Нелсон Фрейер.
Марта Аргерич е известна и със записите си на композитори от ХХ век, като Рахманинов, Оливие Месиен и Прокофиев. Виртуозът ѝ са подчертавали изпълнители като Шура Черкаски, Стивън Ковачевич и Южен Лист.

## Награди
- 1957 – първа награда на Конкурса за музикални изпълнители в Женева
- 1957 – първа награда на Международния конкурс за пианисти „Бузони“,
- 1965 – първа награда на Международния конкурс „Шопен“
- 1996 – офицер на Ордена на изкуствата и литературата (Франция)
- 1997 – Академия ди Санта Чечилия (Рим)
- 2001 – Музикант на годината (‘’Musical America’’)
- 2004 – командор на Ордена на изкуствата и литературата (Франция)
- 2005 – орден на Изгряващото Слънце, златни лъчи с медал (Япония)
- 2005 – Praemium Imperiale (Japan Art Association)
- 2000 – Награда Грами за най-добро изпълнение на Концерти за пиано 1 и 3 на Прокофиев и Концерт за пиано 3 на Барток (EMI)
- Gramophone Artist of the Year, Best Piano Concerto Recording of the Year за концертите на Шопен (EMI)
- 2005: Награда Грами за камерна музика
- 2006: Награда Грами за най-добро изпълнение на Концерти за пиано 2 и 3
- Choc du Monde de la Musique' за Récital d’Amsterdam (EMI)
- Künstler des Jahres der deutschen Schallplattenkritik за сюитата Пепеляшка (за две пиана) с Михаил Плетньов (DG)
- Награда Грами за сюитата Пепеляшка, с Михаил Плетньов (DG)